# Шоштањ
Шоштањ (словен. Šoštanj) је град и управно средиште истоимене општине Шоштањ, која припада Савињској регији у Републици Словенији. Град припада покрајини Штајерској.
По попису становништва из 2011. године насеље Шоштањ имало је 2.880 становника.
Овде се налази КК Електра Шоштањ.

## Историја
До територијалне реорганизације у Словенији налазио се у саставу старе општине Велење.

## Привреда
Шоштањ, заједно са Трбовљем, чини основицу словеначког рударства.

## Занимљивости
Изнад града стоје остаци старог шоштањског града, званог Pusti grad (Осамљени град). 
Значајно место има Кајух дом, где се родио словеначки песник и народни херој Карел Дестовник Кајух.